# Rozwadów (województwo mazowieckie)
Rozwadów – wieś sołecka w Polsce położona w województwie mazowieckim, w powiecie łosickim, w gminie Sarnaki.
Wierni Kościoła rzymskokatolickiego należą do parafii św. Stanisława Biskupa i Męczennika w Sarnakach.

## Zmiany administracyjne
Od 1867 po podziale na powiaty i gminy, Rozwadów należał do gminy Chlebczyn w powiecie konstantynowskim w guberni siedleckiej, a w latach 1912-1915 do guberni chełmskiej. Po odzyskaniu niepodległości w 1918 gmina Sarnaki wraz z Rozwadowem w powiecie konstantynowskim należała do województwa lubelskiego. W 1932 został przyłączony wraz z Sarnakami do powiatu siedleckiego. W czasie okupacji wieś należała do dystryktu warszawskiego Generalnego Gubernatorstwa. W 1949 powiat siedlecki został wyłączony z województwa lubelskiego i przyłączony do województwa warszawskiego. W 1956 utworzono nowy powiat łosicki przynależny do województwa warszawskiego.
W latach 1975–1998 miejscowość położona była w województwie bialskopodlaskim.

## Dzieje wsi
W 1528 Rozwadów (Rozwadowo) pierwszy raz wymienione jako własność szlachecka, a w 1580 właścicielem jest Jakub Rozwadowski. W 1674 figuruje jako wieś drobnoszlachecka. Odnotowano 18 drobnych właścicieli ziemskich z 6 poddanymi oraz właściciela dworu Michała Głazneckiego (skarbnik podlaski) z 10 poddanymi. W XIX w. część gruntów Rozwadowa stanowiło już folwark majątku Klimczyce. Pod koniec wieku, miał 3 domy, 86 mieszkańców oraz 586 morgów. W skład wsi wchodziło 19 domów i 124 mieszkańców.
Obecnie we wsi jest kilkanaście gospodarstw, a liczne łąki przyciągnęły bociany do budowania gniazd.